# Godfrey Ludham
Godfrey Ludham (ou Godfrey de Ludham ou Godfrey Kineton) († 12 janvier 1265) est un ecclésiastique anglais devenu archevêque d'York.

## Biographie
Les parents de Godfrey s'appelaient Richard et Eda de Ludham dans le Norfolk. Il avait un frère appelé Thomas qui était aussi un prêtre. Il avait le titre de magister, mais on ne sait pas quelle université il a fréquentée. Il a servi l'archevêque Walter de Gray avant le 17 juin 1226 et était le recteur de la communauté de Pengston le 26 août 1228 au plus tard. Il a été nommé Precentor of York en septembre 1249 et aurait pu exercer ses fonctions d'ici 1244. 
Ludham fut doyen d'York de 1256 à 1258 avant d'être élu archevêque de York vers le 25 juillet 1258. 

### Archevêque d'York
Il fut consacré le 22 septembre 1258 par le pape Alexandre IV à Viterbe. Son frère Thomas était aumônier papal et a tenu des prébendes à la cathédrale d'York et à Southwell Minster. Ludham a été intronisé à la cathédrale d'York vers Noël 1258.
En 1261, il interdit la ville d'York pour des infractions non spécifiées contre le chapitre de la cathédrale et contre lui-même. 
Il meurt le 12 janvier 1265 et est enterré dans le transept sud de la cathédrale d'York. En 1968, sa tombe fut ouverte et étudiée à cause de travaux de construction dans la cathédrale. Son corps avait évidemment été embaumé. Il portait son mitre et son pallium et avait avec lui un calice, une patène d'argent et son crosse épiscopale.